# Betinho & Seu Conjunto
Betinho & Seu Conjunto foi um grupo musical surgido no início dos anos 50 formado pelo guitarrista, compositor e cantor Alberto Borges de Barros, o Betinho, considerado pelos pesquisadores musicais como sendo o primeiro grupo de rock'n'roll no Brasil. O grupo era eclético e tocava jazz, calipso, baião, choro, rock'n'roll, fox, música cubana, entre outros. Os músicos que acompanhavam Betinho eram; Renatinho (acordeão), Salinas (piano), Navajas (contrabaixo), Bolão (sax) e Pirituba e Rafael (percussões/baterias). Além de donos de uma impecável técnica musical e modernos, ajudaram à abrir as portas para novos estilos e movimentos da música brasileira como a Jovem Guarda. 

## História
Filho de Josué de Barros, quem descobriu Carmen Miranda, Betinho nasceu na cidade de Salvador/BA em 1918 e faleceu em 30 de março de 2000, aos 82 anos em Maringá/PR. Chegou a acompanhar a cantora ao violão, ao lado do pai, quando era adolescente. Juntos, introduziram o violão elétrico nas apresentações musicais, uma novidade para aquela ocasião. Betinho, na época que integrava orquestras de jazz onde se apresentava na Argentina, compôs sucessos como Fel, Abandono, Moral da História, O Vendedor de Laranjas e Parte. Entre 1941 e 1946 foi solista da orquestra de Carlos Machado, no Rio de Janeiro e Niterói.

## Legado
Betinho & Seu Conjunto foi um dos maiores conjuntos de boate de São Paulo, eleito o melhor em 1957. As primeiras canções do grupo são em 1953 com, 78 RPM Baião e Sobremesa, Betinho no Choro, Batuca Jojo, entre outros. Em 1954 lança o fox Neurastênico, um dos clássicos mais conhecidos do grupo. A fase rock'n'roll chega em 1957 com Enrolando o Rock e o LP Rock & Calypso em 1958. Lança mais clássicos no fim dos anos de 1950 e primeira metade dos anos de 1960. A banda se desfez no início dos anos 60.
Em meados da década de 1960, Betinho se torna evangélico e mais tarde, um renomado pastor. Passou a compor músicas religiosas no estilo rock-balada, sendo o primeiro guitarrista evangélico do Brasil. Participou de gravações de alguns LPs de cantores do meio evangélico como por exemplo, Luiz de Carvalho. 

## Discografia

### 78 RPM
- Baião e Sobremesa / Betinho no Choro - Copacabana (1953)
- Batuca Jojo / Baianinho - Copacabana (1953)
- Lig Le no Baião / Ralando Coco - Copacabana (1953)
- Corridinho 1951 / Burrinho Garboso - Copacabana (1954)
- Neurastênico / Burrinho Leiteiro - Copacabana (1954)
- Johnny Apaixonado / O Califa no Mambo - Copacabana (1955)
- Violão Borocochô / A Polca do Véio - Copacabana (1955)
- Casa da Vizinha / Não Caio Noutra - Copacabana (1955)
- Enrolando o Rock / Cha Cha Cura - Copacabana (1957)
- Loucamente (Little Darling) / Se Ela Vier - Copacabana (1958)
- Baby Lover / Peanuts - Copacabana (1958)
- Quero Beijar-te as Mãos / A Lágrima Rolou Copacabana (1959)
- Limelight / Aquarela do Brasil - Copacabana (1960)
- Theme From a Summer Place / Love Is a Many Splendoured Thing - Copacabana (1961)

### LP
- Betinho & Seu Conjunto Dançante - Copacabana (1961)
- Betinho, Rock e Calypso - Copacabana (1962)
- O Rei da Noite - Copacabana (1963)
- Betinho, Twist e Bossa Nova - Copacabana (1963)
- Queimando a Sanfona - Tropicana ( ? )
- LP Estupido Cupido Nacional - música "Neurastênico" - Som Livre (1976)
- LP Rock dos Anos 60 - música "Enrolando o Rock" - Phonodisc (1987)

### CD
- Série BIS Jovem Guarda "Betinho & Seu Conjunto" (200?)